# Chilochromis
Chilochromis is een monotypisch geslacht van straalvinnige vissen uit de familie van de cichliden (Cichlidae).

## Soort
- Chilochromis duponti Boulenger, 1902